# Paso Río Don Guillermo
Paso Río Don Guillermo es un paso fronterizo entre la República Argentina y la República de Chile.

## Características

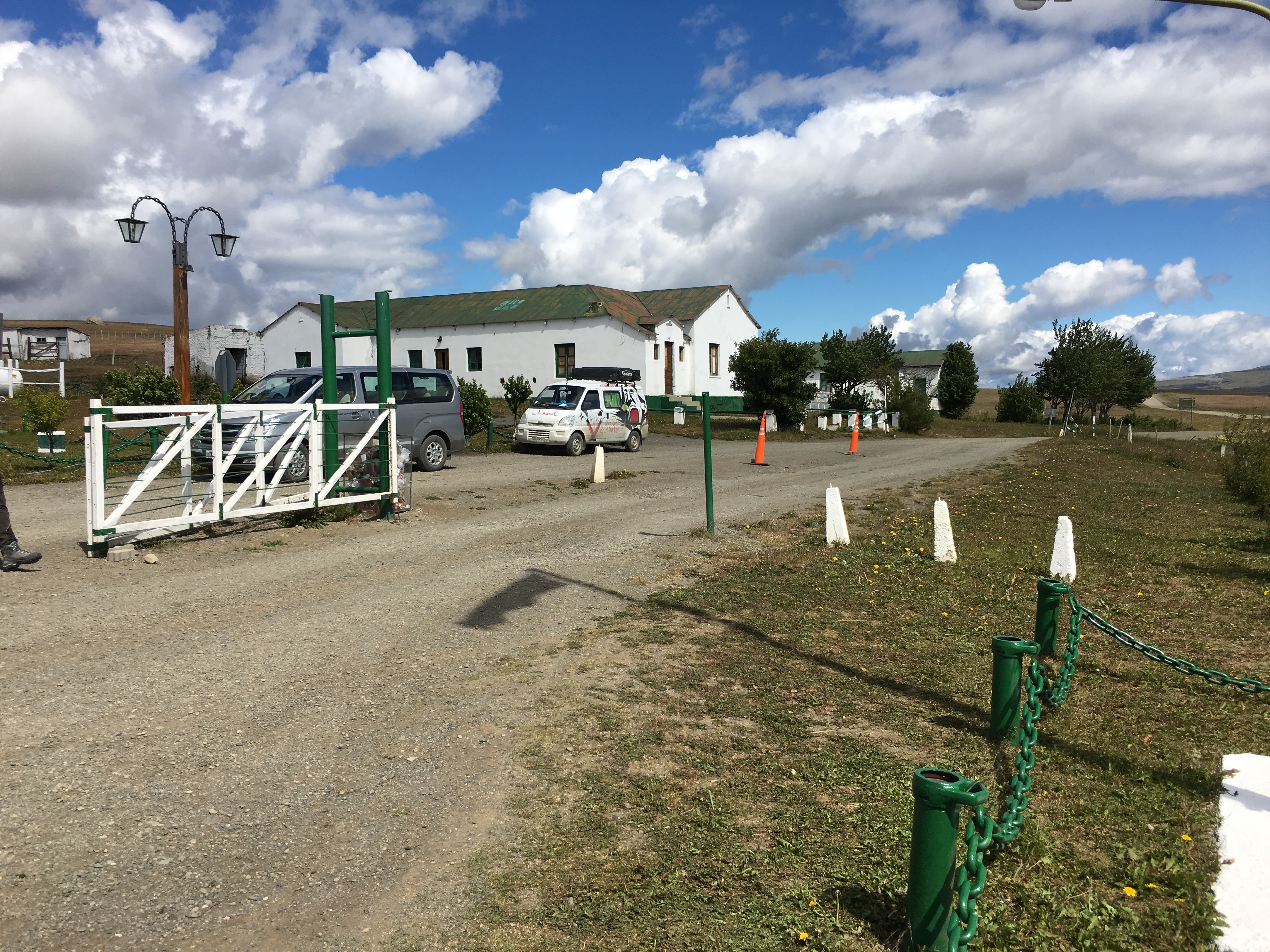

El camino de acceso es de ripio y la habilitación es permanente, el horario para hacer uso del paso es de 8:00 a 22:00 durante todo el año. La altura del paso es de 260 m s. n. m., a 7 km se encuentra el retén Cerro Castillo de la policía chilena, del lado de Chile se encuentra la XII Región de Magallanes y de la Antártica Chilena y del argentino la Provincia de Santa Cruz. Este paso fue abierto para el tránsito de ganado cuando la factoría ubicada en Puerto Bories, actualmente reciclado a Hotel de lujo, a km de la actual Puerto Natales, Chile procesaba alimentos para luego enviar a Europa. Actualmente, ese es el paso que une los polos turísticos generados por los parques nacionales Los Glaciares de Argentina y Torres del Paine de Chile. 

## Actualidad
Desde el 1 de enero de 2022 este paso terrestre se volverá a abrir, en el contexto de la pandemia por COVID-19; incorporándose a los otros tres pasos fronterizos que se abrirán el 1 de diciembre de 2021.